# Alypia (cràter)
Alypia és un cràter sobre la superfície de (4) Vesta, situat amb el sistema de coordenades planetocèntriques a -68.52° de latitud nord i 144.02 ° de longitud est. Fa un diàmetre de 15.17 km. El nom va ser fet oficial per la UAI el cinc de febrer de 2014 i fa referència a la patrícia romana Alipia.